# Herman Leenders
Herman Leenders (Brugge, 10 mei 1960) is een Vlaams dichter en schrijver.
Herman Leenders schrijft zowel proza als poëzie. In zijn werk behandelt hij vooral de spanning tussen droom en werkelijkheid. Hij doet dat in een directe taal die beeldend en zintuiglijk is.
Hij was vrije Brugse stadsdichter voor de periode 2016 - 2017.

## Prijzen
- 1990 - Prijs van de stad Harelbeke
- 1993 - C. Buddingh'-prijs voor Ogentroost
- 1993 - Hugues C. Pernath-prijs voor Ogentroost
- 1995 - Prijs van de provincie West-Vlaanderen voor Ogentroost
- 1997 - Prijs van de provincie West-Vlaanderen voor Het mennegat
- 2021 - Prijs van de Vereniging van West-Vlaamse Schrijvers (VWS)